# Invasion från Mars (1953)
Invasion från Mars (originaltitel: It Came from Outer Space) är en amerikansk science fiction-film från 1953 i regi av Jack Arnold och produktion av William Alland, baserad på Ray Bradburys utkast The Meteor.[källa behövs] Medverkar gör bland andra Richard Carlson, Barbara Rush och Charles Drake. Filmen hade Sverigepremiär den 26 juli 1954.

## Handling
Författaren och amatörastronomen John Putnam (Richard Carlson) och läraren Ellen Fields (Barbara Rush) studerar en natt stjärnorna över öknen i Arizona. Plötsligt blir de vittnen till ett meteoritnedslag. Vid kratern upptäcker Putnam emellertid att det inte rör sig om en meteorit, utan om ett rymdskepp som kraschlandat. Strax innan ett jordskred begraver farkosten dyker en mystisk varelse upp och försvinner in i mörkret. Nyheten om händelsen sprider sig i området.

## Rollista i urval
- Richard Carlson – John Putnam
- Barbara Rush – Ellen Fields
- Charles Drake – Sheriff Matt Warren
- Joe Sawyer – Frank Daylon
- Russell Johnson – George
- Dave Willock – Pete Davis
- Robert Carson – Dugan, reporter

## Om filmen
Filmen spelades in i och runt städerna Palmdale och Victorville i Kalifornien, samt i Mojaveöknen.
Barbara Rush vann en Golden Globe 1954 i kategorin "New Star of the Year Actress".